# N25 (Demokratische Republik Kongo)
Die N25 ist eine Fernstraße in der Demokratischen Republik Kongo, die in Buta beginnt und in Nia Nia endet. Die Fernstraße führt über Dinoila und dient als Umfahrungsstraße der N4. Sie ist 200 Kilometer länger als die Route über die N4. Insgesamt ist sie 710 Kilometer lang.